# Alsophis ater
 (avril 2020).
Si vous disposez d'ouvrages ou d'articles de référence ou si vous connaissez des sites web de qualité traitant du thème abordé ici, merci de compléter l'article en donnant les références utiles à sa vérifiabilité et en les liant à la section « Notes et références ».
Alsophis ater est une espèce de serpents, probablement éteinte, de la famille des Dipsadidae. Alsophis ater a été décrit en 1851, alors qu'il était endémique et commun sur toute l'île de la Jamaïque.

## Description
L'espèce atteignait une longueur 85 cm à 1 m selon les sources. Son dos était noir ou olive foncé avec des taches noires. Le ventre était noir ou olive. Alsophis ater était une espèce diurne.

## Alimentation
Il chassait activement ses proies, principalement des reptiles plus petits que lui, en particulier les galliwasps (Celestus spp.).

## Extinction
Sa population a commencé à diminuer en raison de la perte de son habitat et de la prédation par les mangoustes javanaises (Herpestes javanicus) introduites sur l'île en 1872. 
Une peau perdue aurait été trouvée au début des années 1970. La dernière observation présumée relève d'une vidéo de 2010 censée montrer ce serpent.
Il est officiellement considéré comme en danger critique d'extinction, mais est probablement déjà complètement éteint.